# Barredo (Taramundi)
Barredo es una casería de la parroquia de Taramundi, concejo de Taramundi, en la comarca del Eo-Navia, Principado de Asturias, España.